# Jacques N'Guea
Jacques N'Guea Enongué (Loum, 8 novembre 1955 – Yaoundé, 31 maggio 2022) è stato un calciatore camerunese, di ruolo attaccante.

## Carriera
Con la Nazionale camerunese ha preso parte ai Mondiale del 1982 in Spagna giocandovi 2 partite.

## Palmarès

### Club

#### Competizioni nazionali
- Campionato camerunese: 1

Canon Yaoundé: 1980
- Coppa del Camerun: 1

Canon Yaoundé: 1980

#### Competizioni internazionali
- CAF Champions League: 1

Canon Yaoundé: 1980